# Nickelodeon Suites Resort
Nickelodeon Suites Resort (anteriormente conhecido como Nickelodeon Family Suites) foi um hotel temático localizado em Orlando, Flórida, perto da Universal Orlando Resort e uma milha da Walt Disney World Resort. O hotel é conhecido por seus quartos temáticos Nickelodeon e seus dois parques aquáticos.

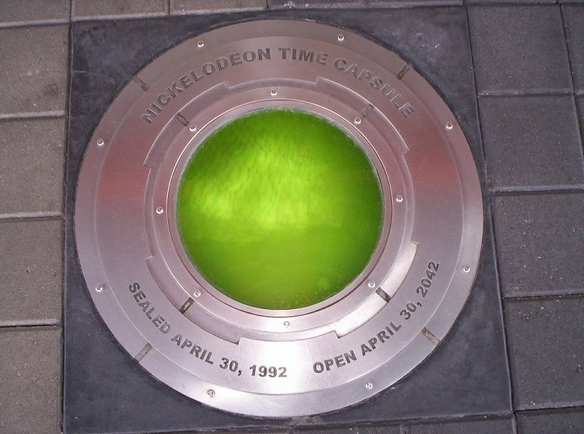
A cápsula do tempo. Originalmente ela foi enterrada na Nickelodeon Studios, porem devido ao fechamento do mesmo em 2005, acabou sendo enterrada no resort.

O hotel abriga, entre outras amenidades, um "mall", com uma marca Nickelodeon, uma loja de conveniência, uma variedade de restaurantes de fast-food e dois buffets, um teatro que mostra SpongeBob SquarePants 4-D; e uma reliquia da histórica: a Capsula do Tempo Nickelodeon, que foi enterrado no hotel logo após o fechamento da Nickelodeon Studios, havia sido enterrada no estúdio em 1992, mas em 2005 foi transferida para o hotel e vai ser aberta em 2042, 50 anos após ser enterrada. 

## História

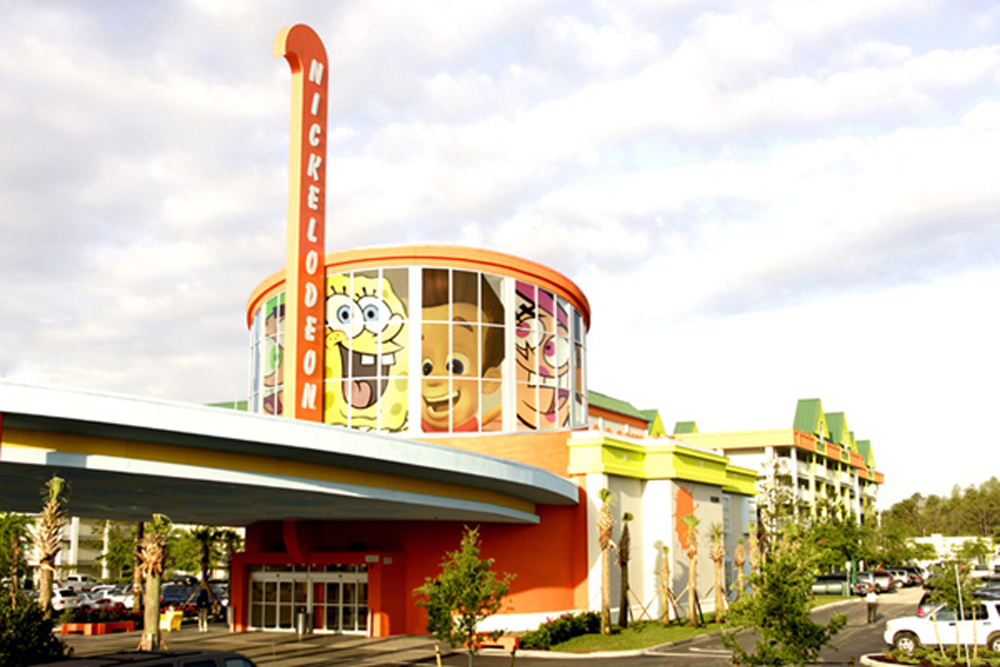
Vista exterior

O hotel foi inaugurado originalmente em 1992, e recebeu o nome de "Holiday Inn Family Suites", que abrigou dois "KidSuites" (quartos decorados para combinar com temas específicos), obtinha também a "CineSuites" e a "Sweetheart Suites" (que incluiu entre outras comodidades, hidromassagem em forma de coração).
Em 2004, Holiday In e Nickelodeon entraram em uma parceria para a renovação do antigo Holiday Inn Family Suites, que transformaram em Nickelodeon Family Suites by Holiday Inn.
Desde a reabertura de 2005 para 2009, o hotel levou o nome Nickelodeon Family Suites Holiday Inn. Em 2009, foi retirado o nome Holiday Inn e foi rebatizado simplesmente como "Nickelodeon Family Suites". Em novembro de 2009, a Nickelodeon Family Suites mudou o nome e logotipo durante as alterações nos logotipos Nickelodeon. Eles renomearam para Nickelodeon Suites Resort. Em 1 de junho de 2016. O hotel foi adquirido novamente pela empresa "Holiday Inn", com um novo nome: "Holiday Inn Resort Orlando Suites - Waterpark". A Nickelodeon agora atua em um novo Resort próximo a "Playa do Macao" em Punta Cana.

## Prêmios
- 2009 Orlando Sentinel "Hotel Best Family Friendly Resort
- 2009 Travel Channel "Extremo Resort para crianças"
- 2008 TripAdvisor's Top 10 "Melhor Piscina"
- 2008 Melhor area em Orlando Magazine's para crianças
- 2008 Finalista Travelzoo de "negócios pendentes por um hotel singular" Prêmio
- 2007 Resorts Waterpark Hoje, Resorts Top 10 Waterpark
- 2006 TripAdvisor's Top 5 Melhor hotel para as famílias